# جون إسحاق مور
جون إسحاق مور (بالإنجليزية: John Isaac Moore)‏ هو قاضي وسياسي أمريكي، ولد في 7 فبراير 1856 في مقاطعة لافاييت في الولايات المتحدة، وتوفي في 18 مارس 1937 في الولايات المتحدة. حزبياً، نشط في الحزب الديمقراطي. وقد انتخب عضو مجلس ولاية أركنساس وانتخب عضو مجلس نواب أركنساس وانتخب حاكم أركنساس ‏ (15 فبراير 1907 – 14 مايو 1907).